# Jorge de Moraes Grey
Jorge de Moraes Grey (Nova Friburgo, 18 de novembro de 1900 – Rio de Janeiro, 11 de janeiro de 1971) foi um médico brasileiro.
Graduado pela Faculdade de Medicina do Rio de Janeiro em 1924, com a tese de doutoramento “Nefrites Hematúricas”. Foi eleito membro da Academia Nacional de Medicina em 1944, sucedendo João Pereira de Camargo na Cadeira 30, que tem Jorge Soares de Gouvêa como patrono.